# Hepatoblastoma
El hepatoblastoma es un cáncer de hígado maligno poco frecuente que, por lo general, afecta a niños menores de 3 o 4 años. Las células cancerosas son semejantes a las células hepáticas fetales. Está causado por alteraciones genéticas de origen desconocido.